# العدالة الثانوية
العدالة الثانوية هي رواية خيال علمي للكاتبة الأمريكية آن ليكي، نشرت لأول مرة في 1 أكتوبر 2013.